# Абстракты
Абстракты (англ. Abstracts) — растительные экстракты, растёртые с лактозой (молочным сахаром).
Под названием абстракты в 1882 году в фармакопею Соединённых Штатов Америки был введён новый класс препаратов, которые должны были заменить раньше употреблявшиеся сухие экстракты.
Через данное вещество процеживают спирт с прибавкою или без прибавки кислоты, затем к процеженной жидкости прибавляют молочный сахар, удаляют спирт при температуре, не превышающей 50° Цельсия, и опять прибавляют молочный сахар в таком количестве, чтобы полученный продукт после высушивания равнялся по весу половине взятого вещества.
Вследствие произведённых манипуляций все абстракты действуют вдвое сильнее, чем взятые для их приготовления вещества, и потому врачам предписывалось их назначать в половинной дозе. Приготовлением при низкой температуре избегается разложение действующих составных частей, и таким образом достигается бо́льшая равномерность в действии.
В конце XIX века в фармакопее США были приведены следующие абстракты: Abstractum Aconiti, Abstractum Belladonnae, Abstractum Digitalis, Abstractum Nucis vomicae, Abstractum Valerianae и другие медицинские препараты.